# Hylaeus aborigensis
Hylaeus aborigensis är en biart som beskrevs av Dathe 1994. Hylaeus aborigensis ingår i släktet citronbin, och familjen korttungebin. Inga underarter finns listade i Catalogue of Life.